# 카이 롤스
카이 프랜시스 롤스(영어: Kye Francis Rowles, 1998년 6월 24일 ~ )는 오스트레일리아의 축구 선수이다. 포지션은 중앙 미드필더이며, 현재 스코티시 프리미어십의 하트 오브 미들로디언 FC에서 뛰고 있다.